# Something from Nothing
«Something from Nothing» — песня американской рок-группы Foo Fighters с их восьмого студийного альбома Sonic Highways. Была выпущена первым синглом с альбома 16 октября 2014 года. Песня была записана в студии Electrical Audio Стива Альбини. В записи принял участие приглашённый музыкант — Рик Нельсен.

## Описание
По выражению рецензентов из Consequence of Sound, «Something from Nothing» является «свирепой, порой даже гипнотической» песней «с оттенками фанка, психоделии» и «громогласным рычанием» Дэйва Грола. Песня начинается с со звучания приглушённой гитары и постепенно переходит до «нон-стоп свирепого рок-н-ролла» и «оглушительного завершения с обжигающими гитарными риффами». В песне используется звучание гитар, напомнившее Дэниелу Крепсу из журнала Rolling Stone чикагскую группу The Smashing Pumpkins. По его мнению, строчки песни «Here lies a city on fire… it started with a spark, and burned into the dark» («Вот лежит город в огне… он начался с искры и разгорелся во тьму») навеяны великим чикагским пожаром 1871 года.
На песню был снят клип, в котором музыканты Foo Fighters исполняют в студии Electrical Audio «Something from Nothing», на всём протяжении которой на экране появляются анимированные строчки её текста.
Песня дебютировала на пятой строчке в чарте Billboard Rock Airplay chart, а также на 12 и 16 строчке в Alternative Songs и Mainstream Rock, в дальнейшем возглавив все три чарта. «Something from Nothing» стала двадцать пятым синглом Foo Fighters, возглавившим Top 75 в UK Singles Chart, и двадцать седьмым — возглавившим Top 100 Australian Singles Chart.

## Позиции в чартах
| Чарт (2014)                                  | Лучшая позиция |
| -------------------------------------------- | -------------- |
| Australia (ARIA)                             | 53             |
| Австрия (Ö3 Austria Top 40)                  | 75             |
| Бельгия/Фландрия (Ultratop 50)               | 42             |
| Бельгия/Валлония (Ultratip Bubbling Under)   | 19             |
| Канада (Billboard Canadian Hot 100)          | 63             |
| Canada Rock (Billboard)                      | 1              |
| Финляндия (Latauslista Download)             | 22             |
| Германия (GfK)                               | 100            |
| Япония (Billboard Japan Hot 100)             | 63             |
| Mexico Ingles Airplay (Billboard)            | 39             |
| Нидерланды (Single Top 100)                  | 57             |
| Новая Зеландия (Recorded Music NZ)           | 32             |
| Poland (LP3)                                 | 18             |
| Шотландия (OCC Scotland)                     | 56             |
| Великобритания (OCC UK Singles)              | 73             |
| Великобритания (OCC UK Rock & Metal)         | 1              |
| США (Billboard Bubbling Under Hot 100)       | 1              |
| США (Billboard Hot Rock & Alternative Songs) | 8              |
| США (Billboard Rock & Alternative Airplay)   | 1              |
| США (Billboard Adult Alternative Songs)      | 28             |
| США (Billboard Alternative Airplay)          | 1              |
| США (Billboard Mainstream Rock)              | 1              |

| Чарт (2014)                   | Позиция |
| ----------------------------- | ------- |
| US Hot Rock Songs (Billboard) | 95      |
| US Rock Airplay (Billboard)   | 38      |

| Чарт (2015)                      | Позиция |
| -------------------------------- | ------- |
| US Hot Rock Songs (Billboard)    | 46      |
| US Rock Airplay (Billboard)      | 5       |
| US Alternative Songs (Billboard) | 20      |
| US Mainstream Rock (Billboard)   | 14      |